# OPERA EUMETNET
OPERA EUMETNET – program poświęcony meteorologii radarowej, w ramach programów organizacji EUMETNET.

## Cele programu
Najważniejszym celem programu jest poprawa jakości prognoz meteorologicznych, zwłaszcza w dłuższym horyzoncie czasowym oraz wydłużenie czasu ostrzegania o zagrożeniach związanych ze zjawiskami meteorologicznymi (np. klęski żywiołowe).
Celowi temu służyć ma zbudowanie europejskiej platformy umożliwiającej wymianę fachowej wiedzy i doświadczeń w zakresie operacyjnych pomiarów radarowych oraz opracowanie całościowych procedur administracyjnych. Dzięki uruchomieniu centrum wymiany danych, program OPERA wspiera tworzenie europejskiej sieci radarów meteorologicznych. Jednym z ważnych zadań programu jest standaryzacja procesu wymiany danych radarowych na poziomie europejskim. Ponadto ważnym elementem jest stałe doskonalenie systemów odbioru, przetwarzania i dystrybucji informacji meteorologicznej z satelitów. Program definiuje szereg projektów, poświęconych zagadnieniom takim jak: operacyjna wymiana danych radarowych na szczeblu międzynarodowym, szeroko rozumiana kwestia jakości danych radarowych, ochrona częstotliwości pracy nadajników radarowych oraz zagadnienie standaryzacji formatu danych oraz rozwoju specjalistycznego oprogramowania. W praktyce polega to na dzieleniu poszczególnych projektów na pakiety robocze i kierowanie do realizacji przez grupy projektowe.